# میهای دیک-باردوس
میهای دیک-باردوس (انگلیسی: Mihály Deák-Bárdos؛ زادهٔ ۳۰ ژانویهٔ ۱۹۷۵) کشتی‌گیر پیشین اهل مجارستان است که در دستهٔ وزنی فوق سنگین کشتی فرنگی رقابت می‌کرد. او نایب‌قهرمان پنج دورهٔ مسابقات قهرمانی کشتی جهان و برندهٔ یک مدال طلا، دو نقره و سه برنز از مسابقات قهرمانی کشتی اروپا است. او ملی‌پوش مجارستان در چهار دورهٔ بازی‌های المپیک (۲۰۰۰، ۲۰۰۴، ۲۰۰۸ و ۲۰۱۲) بوده است.